# NGC 6816
NGC 6816 este o galaxie situată în constelația Săgetătorul. A fost descoperită în 30 iulie 1834 de către John Herschel. Se află la o distanță de 86,13 de megaparseci de Pământ.